# Cuminestown
 (janvier 2024).
Cuminestown est un village situé dans l'Aberdeenshire, en Écosse.